# کارمیراوان
کارمیراوان (ارمنی: Կարմիրավան؛ قزل‌اوبا ترکی آذربایجانی: Qızıloba) یک منطقهٔ مسکونی در جمهوری آرتساخ است که در استان مارتاکرت واقع شده‌است. این دهکده در خط آتش بس میان نیروهای مسلح جمهوری آرتساخ و جمهوری آذربایجان قرار دارد. اتهاماتی مبنی بر نقض آتش‌بس در مجاورت روستا وجود داشته است.